# Hulpbedrijf

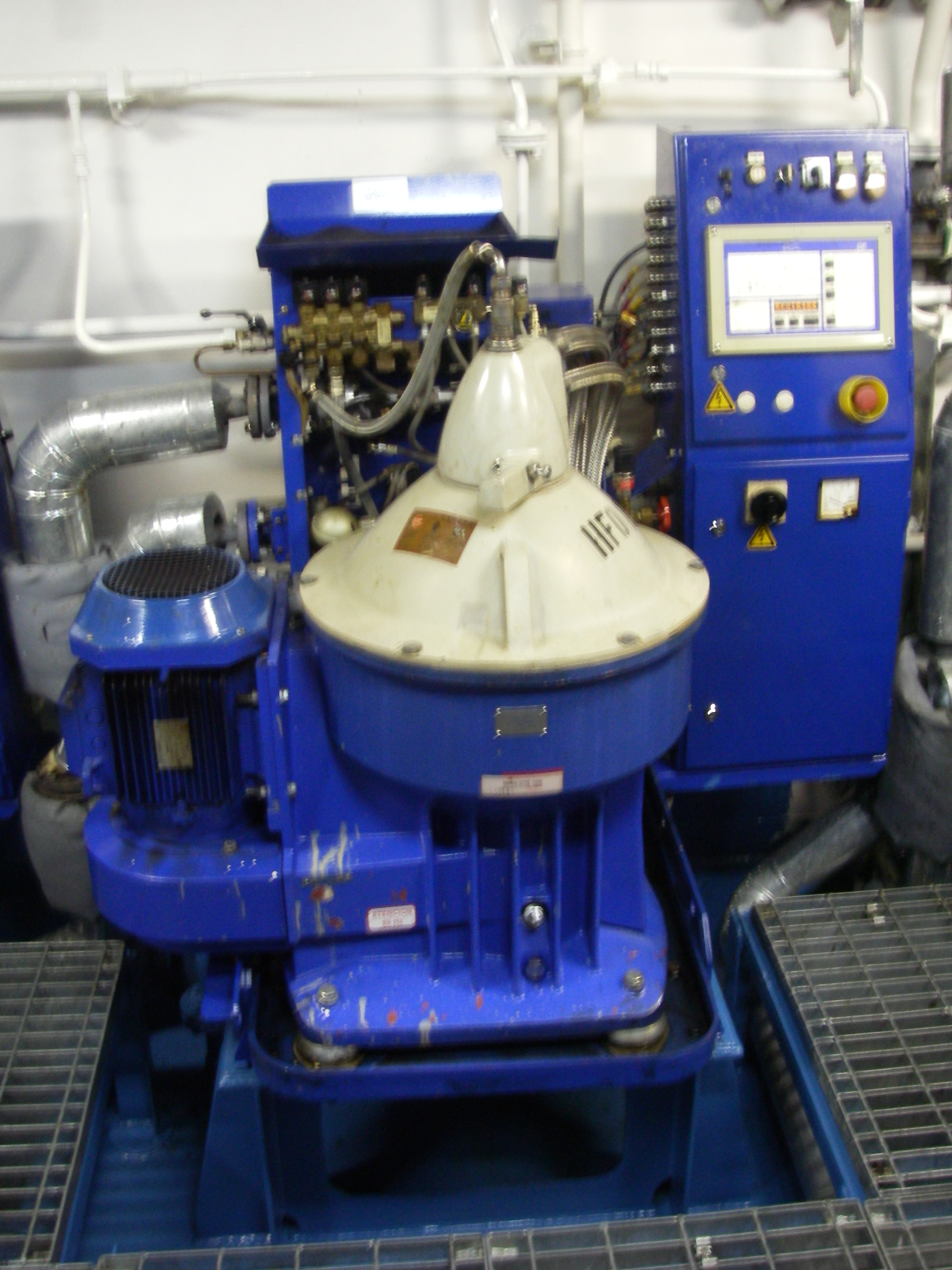
Brandstofseparator

Het hulpbedrijf op een schip bestaat uit machines, apparaten en installaties die de voortstuwing ondersteunen en de energievoorziening verzorgen. Het bevindt zich grotendeels in de machinekamer. Elektriciteit wordt geleverd door generatoren die worden aangedreven door over het algemeen een hulpdiesel, eventueel ook door een asgenerator. Dit vermogen kan variëren van relatief gering tot vergelijkbaar met het voortstuwingsvermogen, zoals bij cruiseschepen, baggerschepen en offshoreschepen.

## Hoofdmotor versus hulpmotor
Doorgaans wordt de voortstuwingsinstallatie niet tot het hulpbedrijf gerekend. Al is hier een zekere overlap in. Zeker op schepen waar er sprake is van dieselelektrische voortstuwing zoals bij cruiseschepen vaak het geval is. Dan worden voor de voortstuwing dezelfde motoren gebruikt als voor het elektrische vermogen van de rest van het schip. Bij conventionele vrachtschepen is de lijn duidelijker. Wanneer het schip niet vaart dan zal de hoofdmotor niet werken. En daarmee de asgenerator ook niet. Daarom wordt in dergelijke gevallen een zogenoemde hulpmotor gebruikt voor het elektrisch vermogen. Een dergelijke hulpmotor wordt tot het hulpbedrijf gerekend en niet tot het hoofdbedrijf.

## Koeling
Een van de belangrijke taken van het hulpbedrijf is koeling. Doorgaans zijn er aan boord van zeevarende schepen een aantal koelwatersystemen te onderscheiden. Namelijk laag temperatuur, hoog temperatuur, verstuiver koelwater, hulpkoelwater en zeekoelwater. In bijna alle gevallen wordt het zeekoelwater systeem gebruikt voor de koeling van de andere systemen. Hulpkoelwater is bestemd voor de koeling van werktuigen zoals de airconditioning en het koel- en vriessysteem waar het voedsel ligt opgeslagen. Vaak wordt het hulpkoelwater ook gebruikt voor de koeling van de hulpmotoren. 
Hoog temperatuur, laag temperatuur en verstuiver koelwater wordt gebruikt voor de koeling van verschillende onderdelen van de hoofdmotor. Zoals de naam al zegt wordt verstuiver koelwater gebruikt voor de koeling van de verstuivers. Echter verschillende motor fabrikanten hebben ervoor gekozen om de verstuivers te koelen met de smeerolie van de hoofdmotor. Het hoog temperatuur systeem wordt gebruikt voor de koeling van de cilinders en de cilinderkoppen. En tevens voor de eerste trap van de spoellucht. Spoellucht is jargon voor de luchtgassen die door de turbo in de motor worden gepompt. Het laag temperatuur systeem wordt gebruikt voor de koeling van de smeerolie en de tweede trap van de spoellucht.

## Warmtetransport
Een andere taak die eveneens tot het hulpbedrijf behoort is warmtetransport. Hiervoor zijn er in hoofdlijn twee systemen namelijk thermische olie en stoom. Wanneer het schip vaart wordt er restwarmte onttrokken uit de uitlaatgassen van de hoofdmotor door de uitlaatgassenketels. Wanneer deze warmte niet afdoende is springt de hulpketel bij. In de praktijk gebeurt dit als het schip langzaam vaart of als de hoofdmotor helemaal af staat. De hulpketel is het primaire werktuig om de warmtetransport systemen op temperatuur te houden. Aan boord van zeeschepen worden systemen doorgaans op 180 graden Celsius gehouden.
Zie hiervoor de artikelen Stoomketels en thermische olie.
De warmte onttrokken uit deze systemen wordt met name gebruikt voor de verwarming van HFO. Dit is het type brandstof dat aan boord van bijna alle schepen gebruikt wordt met als uitzondering off-shore schepen. HFO is een stookolie dat een hoge viscositeit heeft en daarom verwarmt moet worden om het verpompbaar te krijgen.
Verder wordt de warmte gebruikt voor het op temperatuur houden van het hoog temperatuur systeem en van het smeeroliesysteem wanneer de hoofdmotor niet draait.

## Brandstof en Smeerolie
Voordat brandstof aan boord van schepen gebruikt wordt gaat het door een aantal stappen. Bij het bunkeren gaat de brandstof door het bunkerfilter. Vanuit de bunkertanks wordt het gepompt naar de settlingtank. Hier vindt de eerste scheiding plaats van water en brandstof. Vanuit de settlingtank wordt het door de separator gepompt naar de dagtank. De hoofdmotor krijgt de  brandstof uit de dagtank door middel van de oil delivery unit dit wordt ook wel de fuel conditioning module of booster unit genoemd. Het is een serie pompen en warmtewisselaars waarmee de brandstof op de juiste temperatuur en druk aan de hoofdmotor wordt geleverd. In dit werktuig vindt een laatste zeer fijne filtratie plaats.
Smeerolie circuleert per definitie. De separator is hier parallel geschakeld met het smeeroliesysteem van de hoofdmotor. In het smeeroliesysteem vindt de filtratie plaats.

## Lucht
Compressoren dienen om werk-, regel- en startlucht te verzorgen.  

## Accommodatie en dek
Aan boord van de meeste schepen wordt drinkwater zelf gemaakt door middel van een watermaker. Een systeem parallel hieraan wordt gebruikt voor de toevoer van water naar de accommodatie. De accommodatie wordt doorgaans gekoeld door middel van een airconditioning. Tevens is er een koel- en vriessysteem voor het koel houden van voedsel. 
Systemen die wel tot het hulpbedrijf horen, maar die een groot raakvlak hebben met dek zijn de hydrauliek systemen voor het schip te ankeren en Lieren om het schip af te meren. Ook de stuurmachines zijn onderdeel van het hulpbedrijf.